# Tilka Paljk
Tilka Paljk (sinh ngày 18 tháng 2 năm 1997) là một vận động viên bơi lội người Zambia. Cô đã tham gia cuộc thi bơi ếch 100 mét nữ tại Giải vô địch thể thao dưới nước thế giới 2017. Cô cũng đã tham gia ba sự kiện tại Đại hội Thể thao Khối thịnh vượng chung 2018. Paljk được sinh ra ở Postojna, Slovenia.